# Hauptstraße 69 (Bergheim)
Das Haus auf der Hauptstraße 69 (früher auch „Die Posthalterstation“, später dann „St. Josefshaus“ genannt) ist ein denkmalgeschütztes Gebäude in der Innenstadt der Kreisstadt Bergheim im Rhein-Erft-Kreis in Nordrhein-Westfalen.

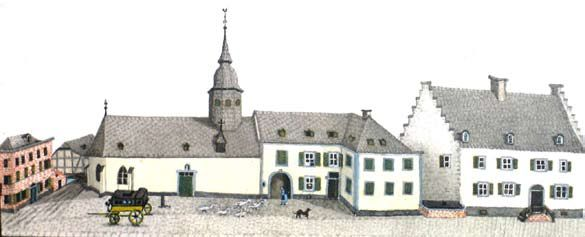
Aquarell der ehemaligen Posthalterstation

## Baugeschichte und Architektur
Eine Posthalterstation war das Haus Nr. 69. Bereits 1680 bestand in Bergheim eine kaiserliche Posthalterei der Fürsten von Thurn und Taxis. Mit der Posthalterei waren auch die Personenbeförderung mit Kutschen sowie ein Gasthof verbunden. Das Aussehen der Posthalterei ist auf einem Aquarell von 1847 überliefert. Noch 1840 sollen hier 80 Pferde untergestellt gewesen sein. In der Bevölkerung hieß dieses Anwesen „Alte Post“. Westlich des Hauses steht ein Torbogen mit der Aufschrift „IHS“. Das bedeutet: „Jesus hominum salvator“, Jesus Erlöser des Menschen.
Mit dem zeitlichen Fortschritt war auch eine Modernisierung des Übernachtungsbetriebs erforderlich. 1857 erwarb der Kaufmann Peter Josef Weidenbach die „Alte Post“ und baute sie zwischen 1878 und 1880 zu einem modernen Hotel um. Die Fassade ist 1902 von dem Elsdorfer Baumeister Heinrich Wolff erneuert worden und hat sich bis heute erhalten. Nach 1907 kaufte der Geschäftsführer Matthias Auweiler das Hotel Weidenbach. Der Hotelbetrieb musste jedoch mit Beginn des Ersten Weltkriegs aufgegeben werden.
Nach dem Krieg nutzten die Dernbacher Schwestern das Haus als Kindergarten. Seither führte das Gebäude den Namen St. Josefshaus.

## Heutige Nutzung
Nach dem Umzug des Kindergartens 1958 in andere Räumlichkeiten dient das St. Josefshaus als Wohn- und Geschäftshaus.